# Patrick Kanner

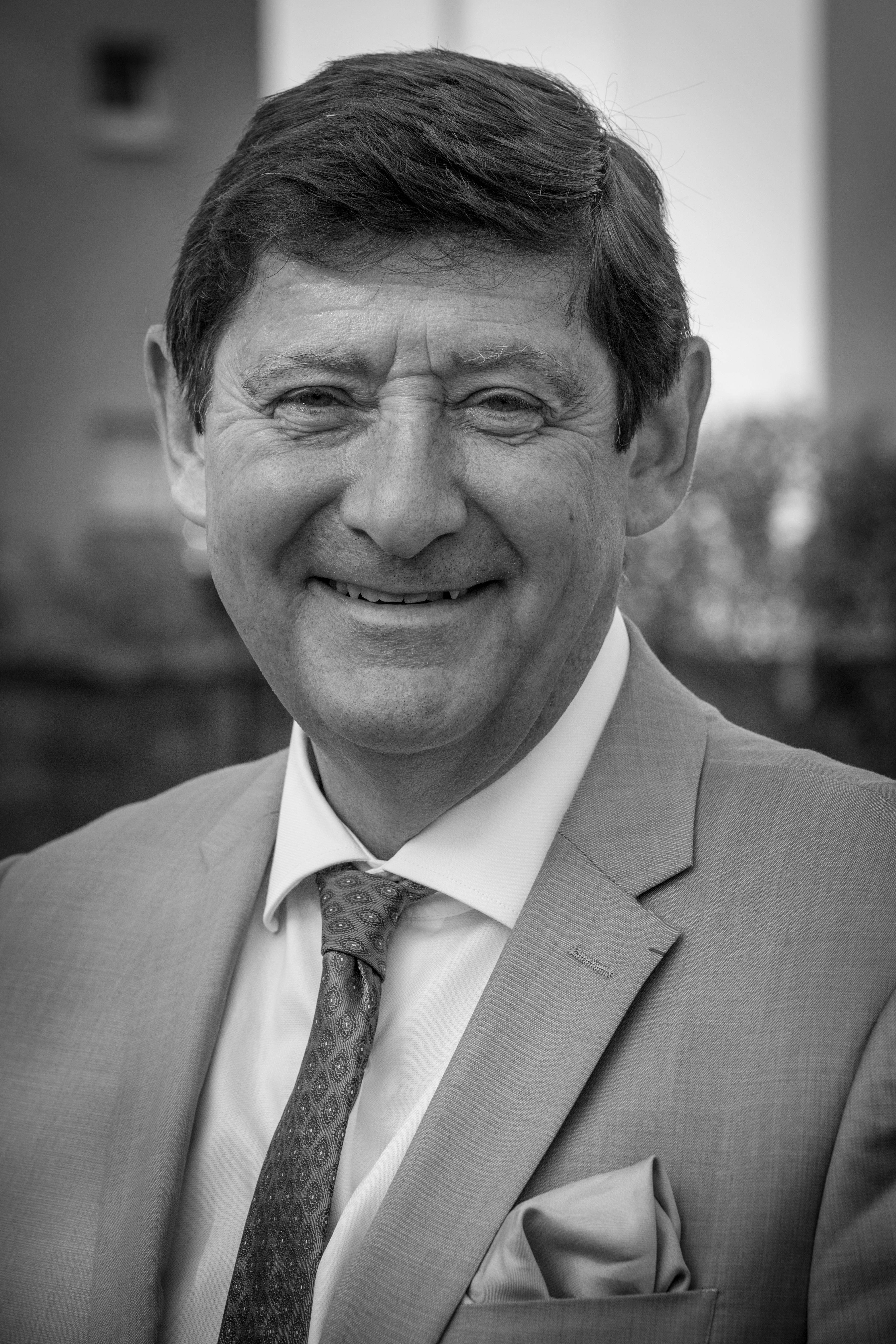
Patrick Kanner (2014)

Patrick Kanner (* 29. April 1957 in Lille) ist ein französischer Politiker der 
Parti Socialiste (PS). Seit 2014 ist er Minister für Städtebau, Jugend und Sport.

## Leben
Patrick Kanner studierte öffentliches Recht an der Universität Lille II und war anschließend als Maître de conférences an der Universität Lille III tätig. Er ist verheiratet und hat zwei Kinder.

## Politische Karriere
Patrick Kanner engagierte sich erstmals mit 17 im Präsidentschaftswahlkampf 1974 für die PS und trat in der Folge der Partei bei.
Kanner wurde 1989 in den Gemeinderat von Lille gewählt und Beigeordneter des Bürgermeisters Pierre Mauroy und ab 2001 unter Martine Aubry. Von 1993 bis 2000 war er außerdem stellvertretender Generaldirektor des Gemeindeverbandes Lille Métropole. 2014 kandidierte er nicht erneut für den Gemeinderat.
1998 wurde Kanner in den Generalrat des Départements Nord gewählt und wurde dort dritter Vizepräsident. Nach der Wahl 2004 stieg er zum ersten Vizepräsidenten auf. Am 31. März 2011 wurde er zum Präsidenten des Generalrats gewählt. Er legte diese Funktion nach seiner Ernennung zum Minister nieder, dem Départementrat gehört er auch nach der Wahl 2015 an.
Am 26. August 2014 wurde Kanner zum Minister für Städtebau, Jugend und Sport in das Kabinett Valls II berufen. Er blieb auch im Kabinett Cazeneuve in dieser Position.